# Evgenija Sidorova
Evgenija Nikolaevna Sidorova, coniugata Kabina (in russo Евгения Николаевна Сидорова-Кабина?; Mosca, 13 dicembre 1930 – Mosca, 29 gennaio 2003), è stata una sciatrice alpina russa che gareggiò per la nazionale sovietica.

## Biografia

### Carriera sciistica
Sciatrice polivalente, Evgenija Sidorova debuttò in campo internazionale in occasione delle SDS-Rennen 1956 (Grindelwald, 4-7 gennaio), dove si classificò 10ª nello slalom gigante e non completò lo slalom speciale, e ai successivi VII Giochi olimpici invernali di Cortina d'Ampezzo 1956 (26 gennaio-5 febbraio), suo esordio olimpico e iridato, vinse a sorpresa la medaglia di bronzo nello slalom speciale (valida anche ai fini dei Mondiali 1956) e si piazzò 37ª nella discesa libera, 40ª nello slalom gigante e 17ª nella combinata, disputata in sede olimpica ma valida solo ai fini iridati.
Ai Mondiali di Badgastein 1958 (2-9 febbraio) fu 31ª nella discesa libera, 27ª nello slalom gigante, 12ª nello slalom speciale e 12ª nella combinata, ai VIII Giochi olimpici invernali di Squaw Valley 1960 (19-27 febbraio) si classificò 20ª nella discesa libera, 31ª nello slalom gigante, 18ª nello slalom speciale e 12ª nella combinata, disputata in sede olimpica ma valida solo ai fini dei Mondiali 1960, e ai IX di Innsbruck 1964 (29 gennaio-9 febbraio), suo congedo agonistico internazionale, si piazzò 37ª nella discesa libera, 38ª nello slalom gigante, 27ª nello slalom speciale e 18ª nella combinata, disputata in sede olimpica ma valida solo ai fini dei Mondiali 1964. Continuò a gareggiare in ambito nazionale almeno fino 1966.

### Altre attività
Dopo il ritiro lavorò come insegnante e fu attiva nei quadri della Federazione sciistica dell'Unione Sovietica prima e in quelli della Federazione russa poi.

## Palmarès

### Olimpiadi
- 1 medaglia, valida anche ai fini dei Mondiali:
  - 1 bronzo (slalom speciale a Cortina d'Ampezzo 1956)

### Campionati sovietici
- 23 ori[2]